# Bissières
Bissières è un ex comune francese di 167 abitanti situato nel dipartimento del Calvados nella regione della Normandia. Dal 1º gennaio 2017 è stato accorpato al comune di Méry-Corbon per formare il comune di Méry-Bissières-en-Auge, del quale costituisce comune delegato.

## Società

### Evoluzione demografica
Abitanti censiti